# Sharafa Raman
Sharafa Raman (22 de abril de 1983) es un deportista alemán que compite en boxeo. En los Juegos Europeos de Minsk 2019 obtuvo una medalla de bronce en la categoría de 56 kg.

## Palmarés internacional
| Juegos Europeos | Juegos Europeos     | Juegos Europeos   | Juegos Europeos |
| Año             | Lugar               | Medalla           | Categoría       |
| --------------- | ------------------- | ----------------- | --------------- |
| 2019            | Minsk (Bielorrusia) | Medalla de bronce | 56 kg           |